# Yamaha 600 FZ
 (mars 2024).
Si vous disposez d'ouvrages ou d'articles de référence ou si vous connaissez des sites web de qualité traitant du thème abordé ici, merci de compléter l'article en donnant les références utiles à sa vérifiabilité et en les liant à la section « Notes et références ».
La 600 FZ est un modèle de motocyclette du constructeur japonais Yamaha sorti à la fin des années 1980.

## Historique
La FZ 600 apparaît en 1986. Elle reprend le moteur déjà utilisé sur la 600 XJ. Il développe 54 chevaux à 9 400 tr/min.
La fourche télescopique est de marque Kayaba. Le cadre est un cadre périmétrique Deltabox. Le freinage est assuré par deux disques de 269 mm de diamètre à l'avant et un unique disque de 240 mm de diamètre à l'arrière.
Les ventes de la 600 FZ restent confidentielles. Elle souffre de la concurrence au sein de la gamme de la 600 FZR, à tendance plus sportive.
En 2004, Yamaha reprend le terme FZ en présentant la version sans carénage de la 600 Fazer : c'est la FZ6.